# Propadien
Propadien är en organisk förening med formeln CH2=C=CH2. Propadien är det enklaste ämnet i den organiska ämnesklassen allener, och är således även känt som allen. Ämnet används som bränsle i svetsning.

## Tillverkning
3-Brompropen reagerar med brom för att bilda 1,2,3-tribrompropan. Från detta ämne avlägsnas vätebromid och 2,3-dibrompropen erhålles. Därefter låter man 2,3-dibrompropen reagera med zink och samtidigt avlägsna zinkbromid för att bilda propadien.